# Otto Küstner

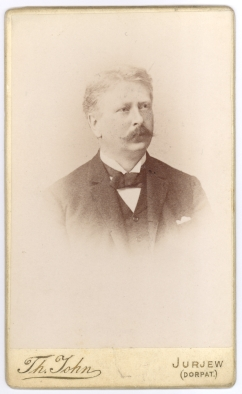
Otto Küstner

Otto Ernst Küstner (* 26. August 1849 in Trossin, Kreis Torgau, Provinz Sachsen; † 12. Mai 1931 ebenda) war ein deutscher Gynäkologe und Hochschullehrer.

## Leben
Küstner war der Sohn des Rittergutsbesitzers Otto Wilhelm Küstner (1818–1890) und der Fabrikantentochter Anna geb. Steinmetz aus Eilenburg (1830–1870). Max Küstner ist ein sechs Jahre jüngerer Bruder.
Zuerst von Hauslehrern in Trossin unterrichtet, besuchte Küstner ab 1860 das Gymnasium in Torgau. Ab 1868 studierte er Medizin an der Universität Leipzig, wo er im Corps Lusatia Leipzig aktiv wurde. Zum Wintersemester 1869/70 wechselte er an die Friedrich-Wilhelms-Universität zu Berlin. Am Deutsch-Französischen Krieg nahm Küstner als Einjährig-Freiwilliger im Garde-Füsilier-Regiment teil. Danach beendete er sein Studium an der Friedrichs-Universität Halle. Dort wurde er 1873 zum Dr. med. promoviert. Er habilitierte sich 1877 für Geburtshilfe und Gynäkologie. 
In letzterem Jahr ging Küstner an die Jenaer Frauenklinik; 1879 berief man ihn als ordentlichen Professor der Universität Jena. Ab 1888 wirkte er an der Frauenklinik und als Ordinarius an der Universität Dorpat (Russland). Von 1892 war er als Nachfolger von Heinrich Fritsch schließlich Lehrstuhlinhaber an der Königlichen Universität Breslau. Nach Ausbruch des Ersten Weltkrieges wurde er für das akademische Jahr 1914/15 zum Rektor gewählt. Während des Krieges musste er noch das Amt des Chefarztes des Festungslazarettes "Kgl. Kliniken Breslau" übernehmen. 1923 wurde Küstner emeritiert und Ludwig Fraenkel zu seinem Nachfolger berufen. Als Ruheständler zog er sich auf sein 1890 ererbtes Rittergut in Trossin zurück. 
Verheiratet war Küstner seit 1890 mit Harriet Booth († 1918), der Tochter eines Rittergutsbesitzers aus Nütschau, Stormarn. Aus der Ehe gingen vier Söhne hervor. 
Küstner hat sich vor allem um die gynäkologische Pathologie verdient gemacht. Einige Operationsverfahren wurden nach ihm benannt. Er verfasste über 600 Aufsätze (etwa im Zentralblatt für Gynäkologie), Monographien und Bücher über Geburtshilfe, Kaiserschnitt und operative Krebsbehandlung.

## Schriften (Auswahl)
- Die forensische Bedeutung des Hämatoms des Sternocleidomastoideus am neugeborenen Kinde. In: Centralblatt für Gynäkologie. Band 10, Nr. 9, 27. Februar 1886, S. 129–136, und (Nachtrag in) Nr. 25, 19. Juni 1886, S. 384 f.; vgl. dazu Carl Liman: Berichtigung. Ebenda. Nr. 22, 29. Mai 1886, S. 337 f.
- Der abdominale Kaiserschnitt. Wiesbaden 1915.
- Kurzes Lehrbuch der Gynäkologie. 9. Auflage. Jena 1922.
- Pathologie der Schwangerschaft. In: K. Baisel (u. a.): Handbuch der Geburtshilfe. Bd. 2, München (u. a.) 1924.(?)

## Ehrungen
- Geheimer Medizinalrat
- Kaiserlich russischer Staatsrat
- Sankt-Stanislaus-Orden II. Kl.
- Roter Adlerorden III. Kl. mit Schleife.
- Königlicher Kronen-Orden (Preußen) II. Kl.
- Wahl in die  Deutsche Akademie der Naturforscher Leopoldina (1926), Ehrenmitglied (1928)